# NGC 3930A
NGC 3930A је спирална галаксија у сазвежђу Велики медвед која се налази на NGC листи објеката дубоког неба.
Деклинација објекта је + 38° 1' 11" а ректасцензија 11h 52m 2,2s. Привидна величина (магнитуда) објекта NGC 3930 износи 15,7 а фотографска магнитуда 16,5.